# Un amore di contrabbasso
Un amore di contrabbasso (Paul Sand in Friends and Lovers; anche Friends and Lovers e The Paul Sand Show) è una serie televisiva statunitense in 15 episodi trasmessi per la prima volta nel corso di una sola stagione dal 1974 al 1975. È una sitcom classica incentrata sulle vicende professionali e familiari del contrabbassista Robert Dreyfuss.

## Trama
Il suonatore di contrabbasso Robert Dreyfuss entra fa parte della Boston Symphony Orchestra. Robert è una personalità impacciata ma romantica che cerca il vero amore e che intanto prova a dirimere i contrasti tra il fratello Charlie e la moglie di questi, Janice. Sul lavoro il suo miglior amico è il violinista Fred Meyerbach.

## Personaggi e interpreti
- Robert Dreyfuss (15 episodi, 1974-1975), interpretato da Paul Sand.
- Charlie Dreyfuss (14 episodi, 1974-1975), interpretato da Michael Pataki.
È il fratello di Charlie.
- Janice Dreyfuss (14 episodi, 1974-1975), interpretata da Penny Marshall.
È la cognata di Robert e moglie di Charlie.
- Fred Meyerbach (9 episodi, 1974-1975), interpretato da Steve Landesberg.
È un amico e collega (suona il violino) di Robert.
- Jack Reardon (4 episodi, 1974-1975), interpretato da Dick Wesson.
È il manager dell'orchestra.
- Ben Dreyfuss (3 episodi, 1974), interpretato da Jack Gilford.
- Marge Dreyfuss (3 episodi, 1974), interpretata da Jan Miner.

## Produzione
La serie, ideata da James L. Brooks e Allan Burns, fu prodotta da MTM Enterprises. Le musiche furono composte da Patrick Williams. Nel primo episodio della serie compare l'attore Henry Winkler.

### Registi
Tra i registi sono accreditati:
- Alan Rafkin in 4 episodi (1974)
- Bob Claver in 3 episodi (1974)
- Robert Moore in 3 episodi (1974)
- Jay Sandrich in 2 episodi (1974)

### Sceneggiatori
Tra gli sceneggiatori sono accreditati:
- James L. Brooks in 15 episodi (1974-1975)
- Allan Burns in 15 episodi (1974-1975)
- Steve Gordon in 2 episodi (1974)
- Monica Mcgowan Johnson in 2 episodi (1974)
- Steven Pritzker in 2 episodi (1974)
- Bud Wiser in 2 episodi (1974)

## Distribuzione
La serie fu trasmessa negli Stati Uniti dal 14 settembre 1974 al 4 gennaio 1975 sulla rete televisiva CBS. In Italia è stata trasmessa con il titolo Un amore di contrabbasso.
Alcune delle uscite internazionali sono state:
- negli Stati Uniti il 14 settembre 1974 (Paul Sand in Friends and Lovers)
- nei Paesi Bassi (Er zit muziek in)
- in Italia (Un amore di contrabbasso)

## Episodi
| Stagione       | Episodi | Prima TV USA |
| -------------- | ------- | ------------ |
| Prima stagione | 15      | 1974-1975    |